# Hendrik Vuye
Hendrik Vuye, né le 22 janvier 1962 à Renaix, est un juriste et homme politique belge, ancien membre de la Nieuw-Vlaamse Alliantie (N-VA).
Il est professeur de droit constitutionnel à l'université de Namur.

## Biographie
Hendrik Vuye nait le 22 janvier 1962 à Renaix.
Aux élections législatives fédérales de 2014, Hendrik Vuye est élu à la Chambre des Représentants.